# Женская сборная Иордании по баскетболу 3×3
Женская сборная Иордании по баскетболу 3×3 представляет Иорданию на международных соревнованиях по баскетболу 3×3. Управляющим органом является Иорданская баскетбольная ассоциация.
По состоянию на 1 сентября 2024, женская сборная Иордании по баскетболу 3×3 занимает 111-е место в мировом рейтинге ФИБА женских сборных по баскетболу 3×3.

## Результаты выступлений
| Турнир                           | Золото | Серебро | Бронза | Всего |
| -------------------------------- | ------ | ------- | ------ | ----- |
| Чемпионат мира по баскетболу 3×3 | —      | —       | —      | —     |
| Чемпионат Азии                   | —      | —       | —      | —     |
| Азиатские игры                   | —      | —       | —      | —     |
| Итого                            | —      | —       | —      | —     |

### Чемпионат мира по баскетболу 3x3
| Год        | Место          | Игры           | Победы         | Поражения      | Состав команды                                      |
| ---------- | -------------- | -------------- | -------------- | -------------- | --------------------------------------------------- |
| Афины 2012 | '22            | 5              | 0              | 5              | Dana Faddah, Ruby Habash, Dina Halasa, Lubna Nasser |
| 2014—н. в. | не участвовали | не участвовали | не участвовали | не участвовали | не участвовали                                      |

### Чемпионат Азии по баскетболу 3x3
| Год            | Место          | Игры           | Победы         | Поражения      | Состав команды                                             |
| -------------- | -------------- | -------------- | -------------- | -------------- | ---------------------------------------------------------- |
| 2013—2017      | не участвовали | не участвовали | не участвовали | не участвовали | не участвовали                                             |
| Шэньчжэнь 2018 | 9              | 2              | 0              | 2              | Lilyana Abu Jbarah, Farah Nafi, Zara Najjar, Farah Shiyyab |
| 2019—н. в.     | не участвовали | не участвовали | не участвовали | не участвовали | не участвовали                                             |

### Азиатские игры
| Год          | Место          | Игры           | Победы         | Поражения      | Состав команды                                                 |
| ------------ | -------------- | -------------- | -------------- | -------------- | -------------------------------------------------------------- |
| 2018         | не участвовали | не участвовали | не участвовали | не участвовали | не участвовали                                                 |
| Ханчжоу 2022 | 9              | 3              | 1              | 2              | Masa Alnoubani, Thekra Shehadeh, Janset Yaltchen, Marian Wahab |